# Реторическа критика
Реторическа критика е анализ, който е подобен например на литературната критика.
Реторическата критика датира от времето на Платон. Например във Федър Сократ изследва речта на Лизий, за да определи дали тя e „достойна за похвала“. Реторическата критика анализира реторическите средства и техники, тяхната символна реализация - думи, фрази, образи, жестове, представяне, текстове, филми и „дискурс“ като цяло, за да определи как и колко добре те работят: инструктират, информират, забавляват, вълнуват, възбуждат емоциите, представят, и накрая дали са убедителни за дадената аудитория.